# Песача (археолошки локалитет)
Песача је археолошки локалитет насеља из касног бронзаног и раног гвозденог доба. Налази се на обали Дунава, код ушћа реке Песаче, на заравни у подножју оивиченом стрмим брдским масивом Гребен. 
У непосредној околини локалитета налазило се и мање античко утврђење, за које се верује да је представљало стражару из 3. и 4. века и некропола из 10—11. века.